# 유진 스미스

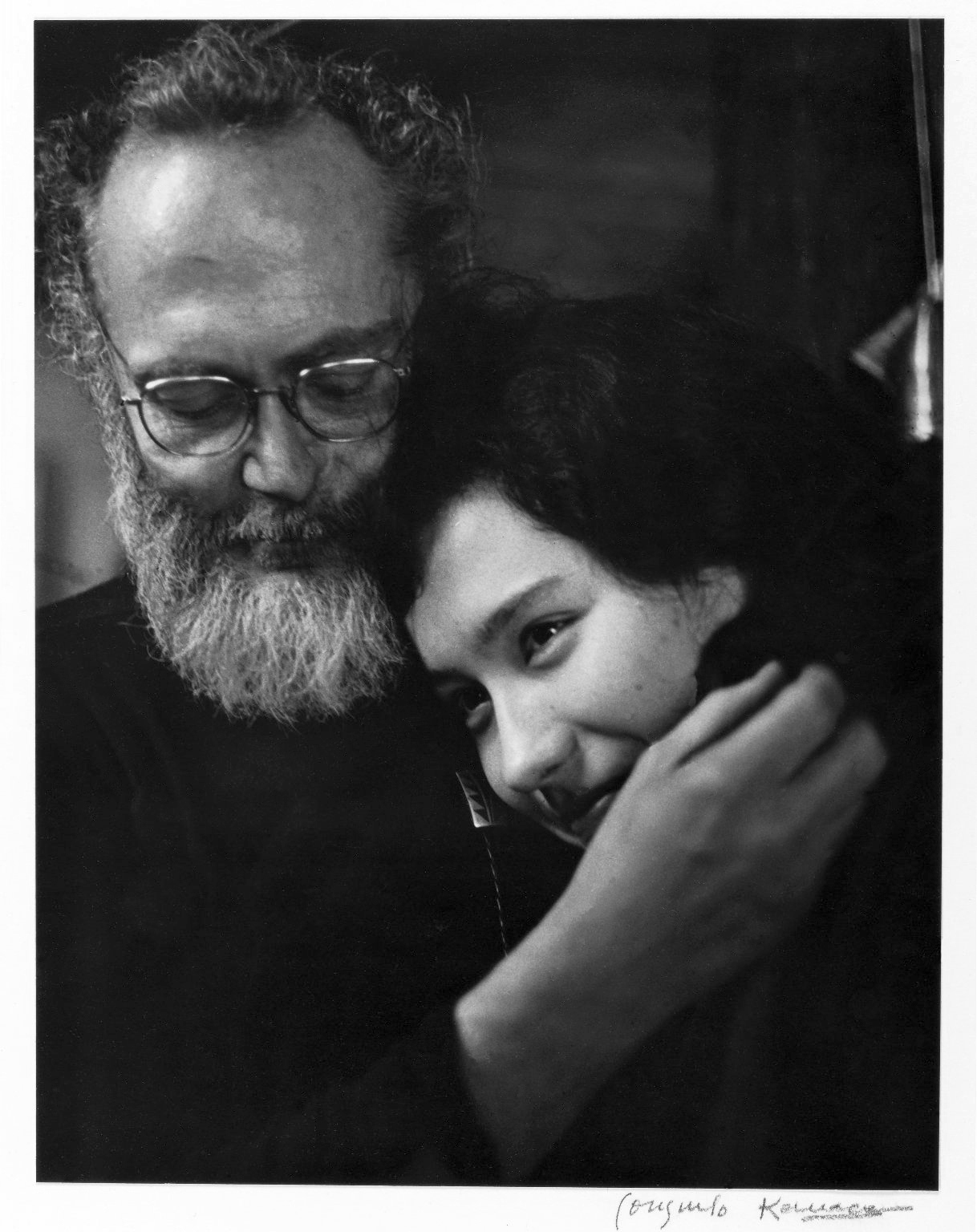

윌리엄 유진 스미스(William Eugene Smith 1918년 - 1978년)는 미국의 사진저널리스트이다.
제2차 세계 대전에서 종군작가로 활약하여 명성을 얻었다. 오키나와, 이오지마, 괌, 사이판 등 태평양 전쟁의 주요 전장을 돌아다니며 미국 해병대와 일본군 포로들의 모습을 카메라에 담았다. 후에 일본의 미나마타병을 집중취재하여 그 존재를 세상에 알렸으나, 1972년 공해책임회사인 칫소가 고용한 폭력배에게 폭행당하여 척추 손상 및 한쪽 눈 실명이라는 중상을 입었다. 이후 후유증에 시달리다가 1978년 뇌출혈을 일으켜 사망하였다.